# Бушково (Жнінський повіт)
Бушково (пол. Buszkowo, нім. Buschkau, 1940–45 Hallkirch) — село в Польщі, у гміні Лабішин Жнінського повіту Куявсько-Поморського воєводства.
Населення — 99 осіб (2011).
У 1975-1998 роках село належало до Бидгощського воєводства.

## Демографія
Демографічна структура станом на 31 березня 2011 року:
|          | Загалом | Допрацездатний вік | Працездатний вік | Постпрацездатний вік |
| -------- | ------- | ------------------ | ---------------- | -------------------- |
| Чоловіки | 48      | 12                 | 31               | 5                    |
| Жінки    | 51      | 13                 | 29               | 9                    |
| Разом    | 99      | 25                 | 60               | 14                   |